# Polillo (ostrov)
Polillo je ostrov v severovýchodní oblasti Filipín, největší ostrov stejnojmenného souostroví. Od ostrova Luzon je oddělen Polillským průlivem a tvoří severní část zálivu Lamon. Samotný ostrov je rozdělen do tří obcí. Obec Polillo leží v jižní části ostrova, zatímco severovýchodní část je spravována obcí Burdeos, na severozápadě pak obcí Panukulan. V roce 2010 na ostrově žilo 64 802 obyvatel.